# Arjen Duinker
Arjen Duinker (Delft, 31 december 1956) is een Nederlands dichter en prozaïst.

## Biografie
Duinker studeerde van 1975 tot 1977 psychologie in Amsterdam. Daarnaast studeerde hij filosofie: van 1976 tot 1977 in Amsterdam, van 1977 tot 1979 in Groningen en van 1979 tot 1982 in Leiden. Hij debuteerde in mei 1980 in Hollands Maandblad. Van 1982 tot 1986 publiceert hij samen met de dichter K. Michel het tijdschrift Aap Noot Mies. Ook in 1982 publiceert hij samen met K. Michel in Hollands Maandblad. Later verschijnen er gedichten van hem in de tijdschriften Armada, Tirade, De Gids, Dietsche warande en Belfort, Ons erfdeel en Raster.
Zijn bundel De zon en de wereld bevat het gedicht 'De wereld', een tweespraak op papier, en 'De zon', tweestemmig op cd en gelezen door Arjen Duinker en Kees 't Hart. In 2005 was hij een van de tweeëntwintig dichters die meewerkten aan de vertaling van Walt Whitmans klassieker Leaves of Grass.
Hij verzorgde onder meer cryptogrammen voor Het Vrije Volk, schreef sportcolumns voor De Krant op Zondag en had samen met Kees 't Hart (om en om) een column in De Groene Amsterdammer. Het werk van Duinker is vertaald in het Albanees, Arabisch, Chinees, Deens, Duits, Engels, Estisch, Fins, Frans, Hongaars, Italiaans, Kroatisch, Macedonisch, Perzisch, Portugees, Russisch, Sorbisch, Spaans, Tsjechisch, Turks en Zweeds.

## Prijzen
- 1993 - Halewijnprijs, literatuurprijs van de stad Roermond voor Rode oever en Losse gedichten
- 2001 - Jan Campert-prijs voor De geschiedenis van een opsomming
- 2005 - VSB Poëzieprijs voor De zon en de wereld
- 2009 - Awater Poëzieprijs voor Buurtkinderen
- 2010 - Gedichtendagprijs voor 'Leve de camouflage' uit Buurtkinderen.

## Gedichten en artikelen in tijdschriften
- 1992 - Toen ik over straat liep, zag ik twee dingen (poëzie) in De Revisor (jaargang 19, nummer 6, pagina 74-75)
- 1993 - Ik loop nogal uiteen (proza) in De Revisor (jaargang 20, nummer 6, pagina 77)
- 1994 - Viergedichten in De Gids (jaargang 157, nummer 2, pagina 115-119)
- 1994 - Bij Bijgeloof in De Gids (jaargang 157, nummer 2, pagina 120)
- 1994 - Groente met staart in Dietsche warande en Belfort (jaargang 139, nummer 3, pagina 339-341)
- 1994 - Vijf miniaturen voor Désirée (poëzie) in De Revisor (jaargang 21, nummer 2-3, pagina 96-100)
- 1994 - Pas speel kom maar (poëzie) in De Revisor (jaargang 21, nummer 5-6, pagina 68-72)
- 1995 - De verhuurder (proza) in De Revisor (jaargang 22, nummer 2, pagina 42-44)
- 1995 - De duivenmelkster in De Gids (jaargang 158, nummer 9, pagina 692-695)
- 1996 - "Over Charles Reznikoff" in Armada. Tijdschrift voor wereldliteratuur (jaargang 2, nummer 5, pagina 99-102)
- 1996 - De verhuizer; De schoonmaakster; De binnenschipper in Raster (jaargang 74, 153-158)
- 1996 - Geachte mevrouw, geachte meneer in De Gids (jaargang 159, nummer 10, pagina 810-814)
- 1997 - "Poëzie door een wereld door een poëzie" in Armada. Tijdschrift voor wereldliteratuur (jaargang 3, nummer 8, pagina 13-15)
- 1997 - Gedichten in De Gids (jaargang 160, nummer 1, pagina 41-44)
- 1997 - Manvariër en ik (poëzie) in De Revisor (jaargang 24, nummer 1, pagina 4-5)
- 1997 - Gedichten in Dietsche warande en Belfort (jaargang 142, nummer 3, pagina 342-347)
- 1997 - Klaproosje (poëzie) in De Revisor (jaargang 24, nummer 5-6, pagina 41-43)
- 1997 - Inzamelingsactie in De Gids (jaargang 160, nummer 11-12, pagina 894-897)
- 1998 - Over "Marc Reugebrink" in Diepzee (jaargang 15, nummer 3, pagina 50)
- 1998 - Taal en werkelijkheid in De Gids (jaargang 161, nummer 5-6, pagina 347-348)
- 1998 - Gedichten in Ons erfdeel (jaargang 41, nummer 3, pagina 397-402)
- 1999 - Gedichten in Dietsche warande en Belfort (jaargang 144, nummer 2, pagina 193-195)
- 2000 - Een refrein in Tirade (jaargang 44, nummer 2, pagina 190-194)
- 2000 - Poëzie in De Gids (jaargang 163, nummer 5, pagina 394-398)
- 2000 - Bij La camera da letto in Optima (jaargang 17, nummer 7, pagina 82-85)
- 2001 - De molentrap van Scarpa in Tirade (jaargang 45, nummer 1, pagina 27-42)
- 2001 - Ruimtevaart met Marc Reugebrink in Dietsche warande en Belfort (jaargang 146, nummer 2, pagina 193-206)
- 2001 - Reacties op gedichten van Pessoa in Bzzlletin (jaargang 30, nummer 278, pagina 102-103)
- 2005 - De tussenstop, vertaling gedicht van Karine Martel in Armada. Tijdschrift voor wereldliteratuur (jaargang 11, nummer 38, pag. 90-92
- 2007 - 'Een gedicht' en 'Geen gedicht' in Raster nummer 119, pagina 67-70)
- 2010 - 'Berichten uit de Engel aan Eltjo Muntinga' Parmentier (Jaargang 19, nummer 4)